# 2023-as IIHF divízió IV-es jégkorong-világbajnokság
A 2023-as IIHF divízió IV-es jégkorong-világbajnokság Ulánbátorban, Mongóliában rendezték március 23. és 26. között, egy négyes csoportban, miután az eredetileg kijelölt Kuvait visszalépett a rendezéstől.

## Résztvevők
| Csapat         | Kvalifikáció                                              |
| -------------- | --------------------------------------------------------- |
| Kuvait         | Előző évben a divízió IV 5. helyén végzett és kiesett.    |
| Fülöp-szigetek | Először vett részt IIHF-tornán. Előző évben visszalépett. |
| Mongólia       | Rendező, utoljára 2012-ben vett részt.                    |
| Indonézia      | Először vett részt IIHF-tornán.                           |

## Tabella
| Hely. | Csapat         | M | Gy | HGy | HV | V | G+ | G– | Gk  | P  | Feljutás vagy kiesés         |
| ----- | -------------- | - | -- | --- | -- | - | -- | -- | --- | -- | ---------------------------- |
| 1.    | Fülöp-szigetek | 4 | 4  | 0   | 0  | 0 | 64 | 2  | +62 | 12 | Feljutott a divízió III B-be |
| 2.    | Mongólia (R)   | 4 | 3  | 0   | 0  | 1 | 20 | 20 | 0   | 9  |                              |
| 3.    | Kuvait         | 4 | 0  | 0   | 0  | 4 | 4  | 32 | −28 | 0  |                              |
| 4.    | Indonézia      | 4 | 1  | 0   | 0  | 3 | 11 | 39 | −28 | 3  |                              |

### Eredmények
A mérkőzések kezdési időpontjai helyi idő szerint (UTC+8) értendők.
| 2023. március 23. 14:00 | Fülöp-szigetek | 14–0 (4–0, 6–0, 4–0) | Indonézia | Sztyeppe Aréna, Ulánbátor Nézőszám: 700 |

| Jegyzőkönyv | Jegyzőkönyv    | Jegyzőkönyv | Jegyzőkönyv                   | Jegyzőkönyv                                                   |
| --- | -------------- | ----------- | ----------------------------- | ------------------------------------------------------------- |
| | Paolo Spafford | Kapusok     | Satyaandipa Asmara Izzan Rais | Játékvezető: Turo Virta Vonalbírók: Matjaž Hribar Huang Qiwei |
| \| Sze (Montano) – 00:21 \| 1–0 \| \| \| Billones (Sze, Tigaronita) – 04:29 \| 2–0 \| \| \| Sze (Miller, Abis) – 14:03 \| 3–0 \| \| \| Billones (Sze, Abis) – 15:00 \| 4–0 \| \| \| Montano (Sze, Billones) – 20:42 \| 5–0 \| \| \| Montano (Sze, Füglister) – 23:41 \| 6–0 \| \| \| Füglister (Montano, Billones) – 25:33 \| 7–0 \| \| \| Billones (Füglister) – 25:40 \| 8–0 \| \| \| Sze (Montano, Füglister) (PP) – 29:41 \| 9–0 \| \| \| Montano (Billones, Lancero) – 36:49 \| 10–0 \| \| \| Abis – 42:45 \| 11–0 \| \| \| Tigaronita (Crisostomo, Ham) (PP) – 57:38 \| 12–0 \| \| \| Sibug (Relampagos, Miller) – 57:51 \| 13–0 \| \| \| Lancero (Füglister, Regencia) – 58:53 \| 14–0 \| \| |                |             |                               | Játékvezető: Turo Virta Vonalbírók: Matjaž Hribar Huang Qiwei |
| 2 perc | Büntetések     | 29 perc     |                               | Játékvezető: Turo Virta Vonalbírók: Matjaž Hribar Huang Qiwei |
| 71 | Lövések        | 10          |                               | Játékvezető: Turo Virta Vonalbírók: Matjaž Hribar Huang Qiwei |
| Sze (Montano) – 00:21 | 1–0            |             |                               | Játékvezető: Turo Virta Vonalbírók: Matjaž Hribar Huang Qiwei |
| Billones (Sze, Tigaronita) – 04:29 | 2–0            |             |                               | Játékvezető: Turo Virta Vonalbírók: Matjaž Hribar Huang Qiwei |
| Sze (Miller, Abis) – 14:03 | 3–0            |             |                               | Játékvezető: Turo Virta Vonalbírók: Matjaž Hribar Huang Qiwei |
| Billones (Sze, Abis) – 15:00 | 4–0            |             |                               |                                                               |
| Montano (Sze, Billones) – 20:42 | 5–0            |             |                               |                                                               |
| Montano (Sze, Füglister) – 23:41 | 6–0            |             |                               |                                                               |
| Füglister (Montano, Billones) – 25:33 | 7–0            |             |                               |                                                               |
| Billones (Füglister) – 25:40 | 8–0            |             |                               |                                                               |
| Sze (Montano, Füglister) (PP) – 29:41 | 9–0            |             |                               |                                                               |
| Montano (Billones, Lancero) – 36:49 | 10–0           |             |                               |                                                               |
| Abis – 42:45 | 11–0           |             |                               |                                                               |
| Tigaronita (Crisostomo, Ham) (PP) – 57:38 | 12–0           |             |                               |                                                               |
| Sibug (Relampagos, Miller) – 57:51 | 13–0           |             |                               |                                                               |
| Lancero (Füglister, Regencia) – 58:53 | 14–0           |             |                               |                                                               |

| 2023. március 23. 18:00 | Kuvait | 0–8 (0–4, 0–0, 0–4) | Mongólia | Sztyeppe Aréna, Ulánbátor Nézőszám: 3075 |

| Jegyzőkönyv | Jegyzőkönyv    | Jegyzőkönyv                                 | Jegyzőkönyv                                 | Jegyzőkönyv                                                     |
| --- | -------------- | ------------------------------------------- | ------------------------------------------- | --------------------------------------------------------------- |
| | Ahmad Al-Saegh | Kapusok                                     | Munkhbold Bayarsaikhan Baatarhuu Bazarvaani | Játékvezető: Manuel Nikolic Vonalbírók: Tomáš Brejcha Edmond Ng |
| \| \| 0–1 \| 05:52 – Jargalsaikhan (Zorigt, Namjil) (PP) \| \| \| 0–2 \| 06:01 – Namjil (Erdenetogtokh) \| \| \| 0–3 \| 16:04 – Mishigsuren (Erdenejav) \| \| \| 0–4 \| 19:35 – Baatarkhuu (Bold, Bataar) \| \| \| 0–5 \| 43:58 – Boldbaatar (Mishigsuren, Ganbold) \| \| \| 0–6 \| 45:43 – Enh. Batbaatar (Bataar) \| \| \| 0–7 \| 46:52 – Mishigsuren (Zorigt, Boldbaatar) \| \| \| 0–8 \| 50:28 – Mishigsuren (Bold) (SH) \| |                |                                             |                                             | Játékvezető: Manuel Nikolic Vonalbírók: Tomáš Brejcha Edmond Ng |
| 8 perc | Büntetések     | 8 perc                                      |                                             | Játékvezető: Manuel Nikolic Vonalbírók: Tomáš Brejcha Edmond Ng |
| 20 | Lövések        | 57                                          |                                             | Játékvezető: Manuel Nikolic Vonalbírók: Tomáš Brejcha Edmond Ng |
| | 0–1            | 05:52 – Jargalsaikhan (Zorigt, Namjil) (PP) |                                             | Játékvezető: Manuel Nikolic Vonalbírók: Tomáš Brejcha Edmond Ng |
| | 0–2            | 06:01 – Namjil (Erdenetogtokh)              |                                             | Játékvezető: Manuel Nikolic Vonalbírók: Tomáš Brejcha Edmond Ng |
| | 0–3            | 16:04 – Mishigsuren (Erdenejav)             |                                             | Játékvezető: Manuel Nikolic Vonalbírók: Tomáš Brejcha Edmond Ng |
| | 0–4            | 19:35 – Baatarkhuu (Bold, Bataar)           |                                             |                                                                 |
| | 0–5            | 43:58 – Boldbaatar (Mishigsuren, Ganbold)   |                                             |                                                                 |
| | 0–6            | 45:43 – Enh. Batbaatar (Bataar)             |                                             |                                                                 |
| | 0–7            | 46:52 – Mishigsuren (Zorigt, Boldbaatar)    |                                             |                                                                 |
| | 0–8            | 50:28 – Mishigsuren (Bold) (SH)             |                                             |                                                                 |

| 2023. március 25. 14:00 | Indonézia | 2–4 (1–0, 1–1, 0–3) | Kuvait | Sztyeppe Aréna, Ulánbátor Nézőszám: 375 |

| Jegyzőkönyv | Jegyzőkönyv        | Jegyzőkönyv                              | Jegyzőkönyv    | Jegyzőkönyv                                                        |
| --- | ------------------ | ---------------------------------------- | -------------- | ------------------------------------------------------------------ |
| | Satyaandipa Asmara | Kapusok                                  | Ahmad Al-Saegh | Játékvezető: Kendzsi Koszaka Vonalbírók: Tomáš Brejcha Huang Qiwei |
| \| Jordan (Novendra) – 17:56 \| 1–0 \| \| \| Bagaskara (Chandra) – 30:32 \| 2–0 \| \| \| \| 2–1 \| 36:41 – Al-Zidan (Al-Khashram) \| \| \| 2–2 \| 41:33 – H. Al-Ajmi (Al-Maraghy) (PP) \| \| \| 2–3 \| 45:41 – Al-Sarraf (Al-Wadhi) (SH) \| \| \| 2–4 \| 58:08 – A. Al-Ajmi (Al-Sarraf, Al-Wadhi) \| |                    |                                          |                | Játékvezető: Kendzsi Koszaka Vonalbírók: Tomáš Brejcha Huang Qiwei |
| 6 perc | Büntetések         | 10 perc                                  |                | Játékvezető: Kendzsi Koszaka Vonalbírók: Tomáš Brejcha Huang Qiwei |
| 24 | Lövések            | 46                                       |                | Játékvezető: Kendzsi Koszaka Vonalbírók: Tomáš Brejcha Huang Qiwei |
| Jordan (Novendra) – 17:56 | 1–0                |                                          |                | Játékvezető: Kendzsi Koszaka Vonalbírók: Tomáš Brejcha Huang Qiwei |
| Bagaskara (Chandra) – 30:32 | 2–0                |                                          |                | Játékvezető: Kendzsi Koszaka Vonalbírók: Tomáš Brejcha Huang Qiwei |
| | 2–1                | 36:41 – Al-Zidan (Al-Khashram)           |                | Játékvezető: Kendzsi Koszaka Vonalbírók: Tomáš Brejcha Huang Qiwei |
| | 2–2                | 41:33 – H. Al-Ajmi (Al-Maraghy) (PP)     |                |                                                                    |
| | 2–3                | 45:41 – Al-Sarraf (Al-Wadhi) (SH)        |                |                                                                    |
| | 2–4                | 58:08 – A. Al-Ajmi (Al-Sarraf, Al-Wadhi) |                |                                                                    |

| 2023. március 25. 18:00 | Fülöp-szigetek | 7–6 (h.u.) (3–0, 0–3, 3–3) (h.u.: 1–0) | Mongólia | Sztyeppe Aréna, Ulánbátor Nézőszám: 3267 |

| Jegyzőkönyv | Jegyzőkönyv       | Jegyzőkönyv                                | Jegyzőkönyv                                 | Jegyzőkönyv                                                 |
| --- | ----------------- | ------------------------------------------ | ------------------------------------------- | ----------------------------------------------------------- |
| | Gianpietro Iseppi | Kapusok                                    | Baatarhuu Bazarvaani Munkhbold Bayarsaikhan | Játékvezető: Turo Virta Vonalbírók: Matjaž Hribar Edmond Ng |
| \| Sze (Montano) – 02:52 \| 1–0 \| \| \| Regencia (Tigaronita, Crisostomo) – 10:55 \| 2–0 \| \| \| Sze (Sibug, Billones) (PP) – 11:39 \| 3–0 \| \| \| \| 3–1 \| 25:23 – Mishigsuren (Ider, Baatarkhuu) \| \| \| 3–2 \| 30:06 – Erdenejav (Namjil) \| \| \| 3–3 \| 30:54 – Namjil (Ider, Bold) \| \| Miller (Lancero) – 44:18 \| 4–3 \| \| \| \| 4–4 \| 47:08 – Ider (Namjil, Enkhtur) (PP) \| \| Regencia (Lagleva, Füglister) (PP) – 48:43 \| 5–4 \| \| \| Füglister (Tenedero, Sze) (PP) – 50:29 \| 6–4 \| \| \| \| 6–5 \| 51:40 – Enkhtur (Bold, Ider) \| \| \| 6–6 \| 52:43 – Davaanyam (Enk. Batbaatar, Zorigt) \| \| Füglister (Billones, Tenedero) – 61:12 \| 7–6 \| \| |                   |                                            |                                             | Játékvezető: Turo Virta Vonalbírók: Matjaž Hribar Edmond Ng |
| 22 perc | Büntetések        | 14 perc                                    |                                             | Játékvezető: Turo Virta Vonalbírók: Matjaž Hribar Edmond Ng |
| 30 | Lövések           | 49                                         |                                             | Játékvezető: Turo Virta Vonalbírók: Matjaž Hribar Edmond Ng |
| Sze (Montano) – 02:52 | 1–0               |                                            |                                             | Játékvezető: Turo Virta Vonalbírók: Matjaž Hribar Edmond Ng |
| Regencia (Tigaronita, Crisostomo) – 10:55 | 2–0               |                                            |                                             | Játékvezető: Turo Virta Vonalbírók: Matjaž Hribar Edmond Ng |
| Sze (Sibug, Billones) (PP) – 11:39 | 3–0               |                                            |                                             | Játékvezető: Turo Virta Vonalbírók: Matjaž Hribar Edmond Ng |
| | 3–1               | 25:23 – Mishigsuren (Ider, Baatarkhuu)     |                                             |                                                             |
| | 3–2               | 30:06 – Erdenejav (Namjil)                 |                                             |                                                             |
| | 3–3               | 30:54 – Namjil (Ider, Bold)                |                                             |                                                             |
| Miller (Lancero) – 44:18 | 4–3               |                                            |                                             |                                                             |
| | 4–4               | 47:08 – Ider (Namjil, Enkhtur) (PP)        |                                             |                                                             |
| Regencia (Lagleva, Füglister) (PP) – 48:43 | 5–4               |                                            |                                             |                                                             |
| Füglister (Tenedero, Sze) (PP) – 50:29 | 6–4               |                                            |                                             |                                                             |
| | 6–5               | 51:40 – Enkhtur (Bold, Ider)               |                                             |                                                             |
| | 6–6               | 52:43 – Davaanyam (Enk. Batbaatar, Zorigt) |                                             |                                                             |
| Füglister (Billones, Tenedero) – 61:12 | 7–6               |                                            |                                             |                                                             |

| 2023. március 26. 14:00 | Kuvait | 0–14 (0–1, 0–4, 0–9) | Fülöp-szigetek | Sztyeppe Aréna, Ulánbátor Nézőszám: 803 |

| Jegyzőkönyv | Jegyzőkönyv                   | Jegyzőkönyv                               | Jegyzőkönyv    | Jegyzőkönyv                                                      |
| --- | ----------------------------- | ----------------------------------------- | -------------- | ---------------------------------------------------------------- |
| | Dhari Al-Omran Ahmad Al-Saegh | Kapusok                                   | Paolo Spafford | Játékvezető: Kendzsi Koszaka Vonalbírók: Matjaž Hribar Edmond Ng |
| \| \| 0–1 \| 02:41 – Sze \| \| \| 0–2 \| 22:36 – Montano (Regencia, Billones) (PP) \| \| \| 0–3 \| 25:09 – Montano (Füglister) (PP) \| \| \| 0–4 \| 39:04 – Miller (Abis) \| \| \| 0–5 \| 39:50 – Crisostomo (Regencia) \| \| \| 0–6 \| 42:27 – Billones (Relampagos) \| \| \| 0–7 \| 43:56 – Füglister \| \| \| 0–8 \| 44:41 – Regencia (Crisostomo) \| \| \| 0–9 \| 45:37 – Billones (Relampagos) \| \| \| 0–10 \| 50:41 – Montano (PP) \| \| \| 0–11 \| 53:35 – Füglister (Sze) \| \| \| 0–12 \| 54:11 – Lancero \| \| \| 0–13 \| 55:07 – Tigaronita (Crisostomo) \| \| \| 0–14 \| 56:06 – Relampagos (Billones, Tenedero) \| |                               |                                           |                | Játékvezető: Kendzsi Koszaka Vonalbírók: Matjaž Hribar Edmond Ng |
| 16 perc | Büntetések                    | 10 perc                                   |                | Játékvezető: Kendzsi Koszaka Vonalbírók: Matjaž Hribar Edmond Ng |
| 17 | Lövések                       | 62                                        |                | Játékvezető: Kendzsi Koszaka Vonalbírók: Matjaž Hribar Edmond Ng |
| | 0–1                           | 02:41 – Sze                               |                | Játékvezető: Kendzsi Koszaka Vonalbírók: Matjaž Hribar Edmond Ng |
| | 0–2                           | 22:36 – Montano (Regencia, Billones) (PP) |                | Játékvezető: Kendzsi Koszaka Vonalbírók: Matjaž Hribar Edmond Ng |
| | 0–3                           | 25:09 – Montano (Füglister) (PP)          |                | Játékvezető: Kendzsi Koszaka Vonalbírók: Matjaž Hribar Edmond Ng |
| | 0–4                           | 39:04 – Miller (Abis)                     |                |                                                                  |
| | 0–5                           | 39:50 – Crisostomo (Regencia)             |                |                                                                  |
| | 0–6                           | 42:27 – Billones (Relampagos)             |                |                                                                  |
| | 0–7                           | 43:56 – Füglister                         |                |                                                                  |
| | 0–8                           | 44:41 – Regencia (Crisostomo)             |                |                                                                  |
| | 0–9                           | 45:37 – Billones (Relampagos)             |                |                                                                  |
| | 0–10                          | 50:41 – Montano (PP)                      |                |                                                                  |
| | 0–11                          | 53:35 – Füglister (Sze)                   |                |                                                                  |
| | 0–12                          | 54:11 – Lancero                           |                |                                                                  |
| | 0–13                          | 55:07 – Tigaronita (Crisostomo)           |                |                                                                  |
| | 0–14                          | 56:06 – Relampagos (Billones, Tenedero)   |                |                                                                  |

| 2023. március 26. 18:00 | Mongólia | 5–1 (3–0, 0–0, 2–1) | Indonézia | Sztyeppe Aréna, Ulánbátor Nézőszám: 2843 |

| Jegyzőkönyv | Jegyzőkönyv                                 | Jegyzőkönyv                       | Jegyzőkönyv | Jegyzőkönyv                                                       |
| --- | ------------------------------------------- | --------------------------------- | ----------- | ----------------------------------------------------------------- |
| | Munkhbold Bayarsaikhan Baatarhuu Bazarvaani | Kapusok                           | Izzan Rais  | Játékvezető: Manuel Nikolic Vonalbírók: Tomáš Brejcha Huang Qiwei |
| \| Ider (Bold, Bataar) (PP) – 03:24 \| 1–0 \| \| \| Bold (Namjil, Ider) – 14:59 \| 2–0 \| \| \| Enk. Batbaatar (Baatarkhuu, Enkhtur) – 15:18 \| 3–0 \| \| \| \| 3–1 \| 43:14 – Synarso (Salomo, Fadilla) \| \| Lkhagvasuren (Erdenejav, Enkhtur) – 51:32 \| 4–1 \| \| \| Lkhagvasuren – 52:00 \| 5–1 \| \| |                                             |                                   |             | Játékvezető: Manuel Nikolic Vonalbírók: Tomáš Brejcha Huang Qiwei |
| 10 perc | Büntetések                                  | 6 perc                            |             | Játékvezető: Manuel Nikolic Vonalbírók: Tomáš Brejcha Huang Qiwei |
| 48 | Lövések                                     | 16                                |             | Játékvezető: Manuel Nikolic Vonalbírók: Tomáš Brejcha Huang Qiwei |
| Ider (Bold, Bataar) (PP) – 03:24 | 1–0                                         |                                   |             | Játékvezető: Manuel Nikolic Vonalbírók: Tomáš Brejcha Huang Qiwei |
| Bold (Namjil, Ider) – 14:59 | 2–0                                         |                                   |             | Játékvezető: Manuel Nikolic Vonalbírók: Tomáš Brejcha Huang Qiwei |
| Enk. Batbaatar (Baatarkhuu, Enkhtur) – 15:18 | 3–0                                         |                                   |             | Játékvezető: Manuel Nikolic Vonalbírók: Tomáš Brejcha Huang Qiwei |
| | 3–1                                         | 43:14 – Synarso (Salomo, Fadilla) |             |                                                                   |
| Lkhagvasuren (Erdenejav, Enkhtur) – 51:32 | 4–1                                         |                                   |             |                                                                   |
| Lkhagvasuren – 52:00 | 5–1                                         |                                   |             |                                                                   |